# Predsjednik (TV serija)
Predsjednik je dokumentarna serija nastala u povodu 20. obljetnice smrti dr. Franje Tuđmana. HTV je prikazao prvo audiovizualno djelo koje obrađuje život i djelo osnivača moderne hrvatske države i prvog hrvatskog predsjednika. Autori dokumentarne serije su Gordan Malić i Miljenko Manjkas, produkcija: Intermedia grupa. Premijerno je prikazana od 20. siječnja do 23. ožujka 2020. na HRT - HTV 1, ponedjeljkom u 20:05.

## Radnja
U 10 epizoda kroz nekoliko ključnih razdoblja 20. stoljeća i nekoliko država i režima, isprepleće se život Franje Tuđmana i sudbina hrvatskog naroda - od tradicionalnog odgoja, utjecaja oca HSS-ovca na političko i nacionalno opredjeljenje, obiteljske tragedije, školovanja u Zagrebu, do odlaska u partizane. Još kao mladi časnik, intelektualac, Tuđman se u Beogradu bori za istinu o zastupljenosti Hrvata u NOP-u, što će kasnije snažno odrediti njegov politički život. Potkraj sedamdesetih počinje se pripremati se za posttitovsko razdoblje, a potkraj osamdesetih staje na čelo državotvornog pokreta.
Ratovi, ubojstva roditelja i prijatelja, osobni usponi i padovi, politički obračuni, privatna druženja, montirani sudski procesi, tajna putovanja, politički savezi, izdaje, politički programi, pobjede, prijateljstva, urote... Sve je to život Franje Tuđmana. Dvadeset godina nakon njegove smrti gledateljima Hrvatske televizije otkriveno je zašto je Franjo Tuđman uspio u onome u čemu politički vođe hrvatskog naroda prije njega nisu, tko je zapravo bio dr. Franjo Tuđman i što o njemu danas misle njegovi nasljednici i građani Hrvatske.

## Epizode
- TVProfil.com: Predsjednik - epizode